# Колдвелл (Огайо)
Колдвелл (англ. Caldwell) — селище (англ. village) в США, в окрузі Нобл штату Огайо. Населення — 1691 особа (2020).

## Географія
Колдвелл розташований за координатами 39°44′47″ пн. ш. 81°30′47″ зх. д. / 39.74639° пн. ш. 81.51306° зх. д. (39.746354, -81.512976).  За даними Бюро перепису населення США в 2010 році селище мало площу 2,34 км², з яких 2,30 км² — суходіл та 0,03 км² — водойми.

## Демографія
Згідно з переписом 2010 року, у селищі мешкало 1748 осіб у 861 домогосподарстві у складі 446 родин. Густота населення становила 748 осіб/км².  Було 929 помешкань (398/км²).
Расовий склад населення:
| - 97,7 % — білих - 0,5 % — азіатів - 0,3 % — корінних американців - 0,2 % — чорних або афроамериканців |

До двох чи більше рас належало 1,1 %. Частка іспаномовних становила 0,1 % від усіх жителів.
За віковим діапазоном населення розподілялося таким чином: 18,9 % — особи молодші 18 років, 57,5 % — особи у віці 18—64 років, 23,6 % — особи у віці 65 років та старші. Медіана віку мешканця становила 45,6 року. На 100 осіб жіночої статі у селищі припадало 83,6 чоловіків;  на 100 жінок у віці від 18 років та старших — 77,3 чоловіків також старших 18 років.
Середній дохід на одне домашнє господарство  становив 46 935 доларів США (медіана — 30 505), а середній дохід на одну сім'ю — 65 013 долари (медіана — 46 000). Медіана доходів становила 40 313 долари для чоловіків та 30 000 доларів для жінок. За межею бідності перебувало 23,0 % осіб, у тому числі 46,0 % дітей у віці до 18 років та 5,7 % осіб у віці 65 років та старших.
Цивільне працевлаштоване населення становило 610 осіб. Основні галузі зайнятості: роздрібна торгівля — 20,5 %, освіта, охорона здоров'я та соціальна допомога — 19,8 %, транспорт — 11,5 %, виробництво — 8,0 %.